# Зеленевський Гнат Михайлович
Зеленевський Гнат Михайлович (1875—1949) — полковник української армії, найближчий соратник і ад'ютант гетьмана України Павла Скоропадського.

## Життєпис

Делегація Кубанського крайового уряду на прийомі у гетьмана. 1-Павло Скоропадський, 2-В'ячеслав Ткачов, 3-Олександр Палтов, 4-Герасим Вдовенко (ймовірно), 6-Михайло Ханенко, 7-Кузьма Безкровний (ймовірно), 8-Гнат Зеленевський, 9-Іван Полтавець-Остряниця (ймовірно), 10-Євген Лібов, 11-Костянтин Прісовський

Зеленевський, поміщик Подільської губернії, походив із старовинного шляхетського роду, але збанкрутілий, за чутками за якусь історію був звільнений з полку і навіть перебував у свій час в ув'язненні; перебуваючи в різних країнах, він досконало оволодів кількома європейськими мовами. Був мобілізований з початком Першої світової війни і в чині прапорщика в 1917 році перебував при штабі 1-го Українського (34-го армійського) корпусу, яким командував генерал Скоропадський, де чергував на телефоні і завідував їдальнею. Скоропадський зійшовся з ним, знаходячи його цікавою людиною, який «прогулявши все своє майно, багато подорожував, говорив на всіх мовах», хоча і був «великим ледарем». Скоро Зеленевський став для генерала Скоропадського незамінним ад'ютантом — за висловом самого Скоропадського, він доглядав за ним «як нянька».
За характеристикою начальника штабу гетьмана Бориса Стеллецького, «Зеленевський є той особливий тип інтелігентів, які в силу якихось випадкових обставин отримали хорошу домашню освіту, однак потім були викинуті на вулицю напризволяще без засобів і атестата. Цим нещасним недоучкам, особливо тим, які були обдаровані природним розумом, залишалося кинутися в ту чи іншу авантюру. З них виходили шулера, альфонси тощо паразити. Багато завершували свою кар'єру в місцях не таких віддалених, але ті, які до пори до часу пристроювалися під чиїмось високим захистом, продовжували свою діяльність». Скоропадський, на думку Стеллецького, відмінно розумів, що Зеленевський — спритний пройдисвіт, але Скоропадському було приємно, що цей пройдисвіт в його руках.
Особливу прихильність Скоропадського Зеленевський заслужив тим, що взимку 1918 року за власною ініціативою пробрався в місто Орел, де знаходилася дружина майбутнього гетьмана і вже починався червоний терор, і умовив Олександру Скоропадську залишити місто.

### Ад'ютант гетьмана
Після німецької окупації Києва вони разом жили в одному номері готелю «Кане», при чому Зеленевський був одним з провідних членів підпільної організації «Українська Народна Громада», очолюваної гетьманом, і багато зробив для гетьманського перевороту, супроводжуючи гетьмана на переговорах з німцями і на З'їзді хліборобів, який проголосив гетьманство. Після цього він негайно став ад'ютантом гетьмана, з виданням положення «Про головну квартиру Гетьмана» (3 серпня 1918 р.) отримав чини і посади старшого осавула і генерального бунчужного, що приблизно відповідало царському флігель-ад'ютанту: генеральний бунчужний вважався довіреною особою гетьмана, яка від імені гетьмана могла втручатися в усі справи державних установ, тоді як старші осавули несли чергову службу при гетьмані. Поряд з генеральним писарем (начальником гетьманської канцелярії) Іваном Полтавцем-Остряницею і міністром закордонних справ Дмитром Дорошенком, Зеленевський вважався членом «українофільської» партії в оточенні гетьмана, що протистояла «русофілам» (включаючи Бориса Стеллецького). Як довірений ад'ютант Зеленевський постійно супроводжував гетьмана, в тому числі під час його візиту до Берліну, де під час урочистого обіду 5 вересня сидів за столом поруч з кайзером Вільгельмом ІІ.

### В еміграції
Один з організаторів видавництва «Українське слово» в Берліні. Він також деякий час був видавцем часопису «Українське Слово»